# Ландсбергская тюрьма

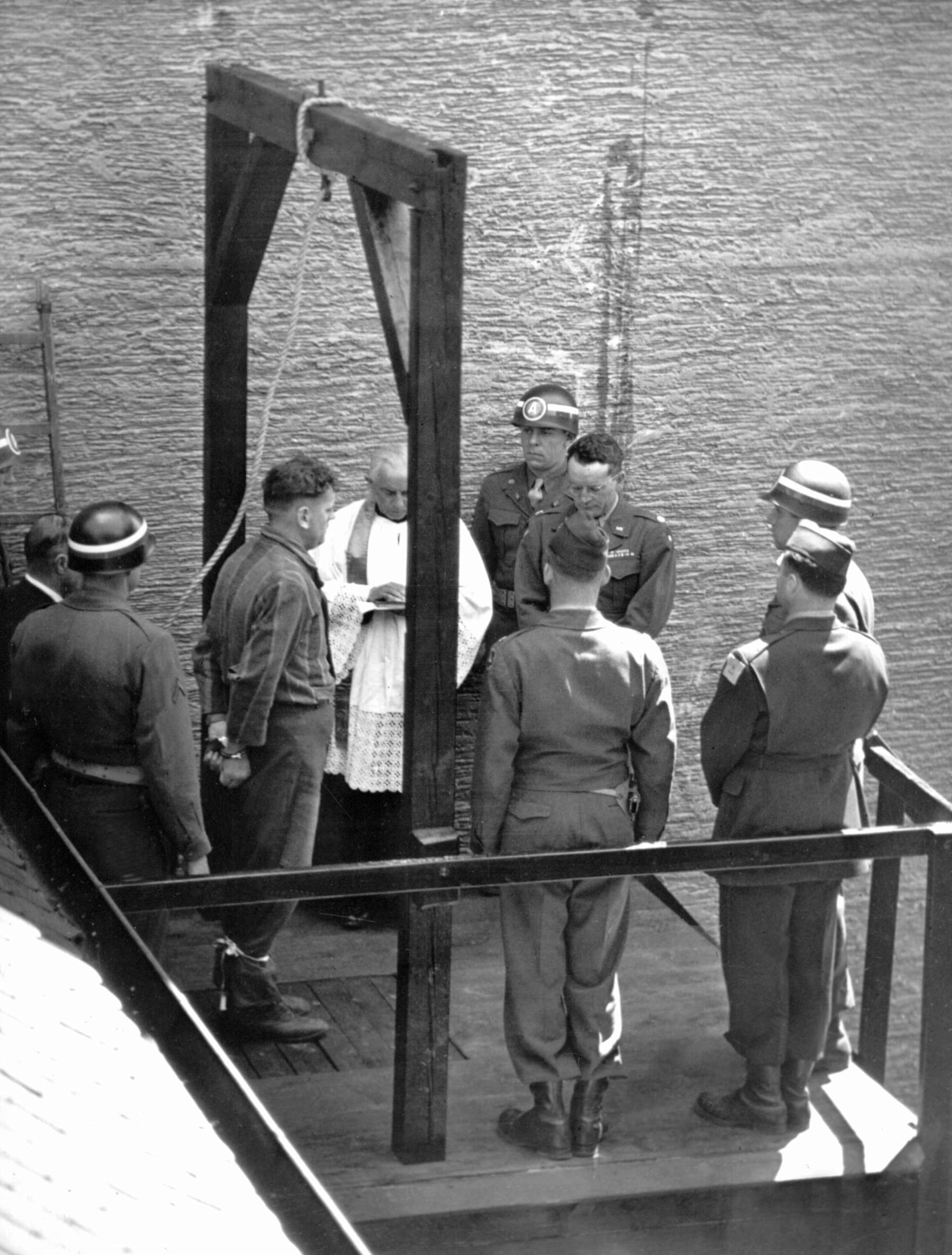
Исполнение смертного приговора над нацистским преступником Францем Ксавером Штрассером, 1946 г.

Ландсбергская тюрьма (Ландсбергское исправительное учреждение, нем. Justizvollzugsanstalt Landsberg) — исправительное учреждение в городе Ландсберг-ам-Лех в Баварии. Тюрьма Ландсберг известна тем, что в ней отбывали наказание Адольф Гитлер и Рудольф Гесс,  осуждённые за пивной путч, а также содержались многие нацистские преступники.

## История
Тюрьма Ландсберг была построена в 1910 году и предназначалась для содержания преступников. В 1924 году, после подавления пивного путча, в тюрьме отбывали наказание его участники, в том числе Адольф Гитлер, Рудольф Гесс и Грегор Штрассер. Гитлер содержался в комфортных условиях, его камеру убирали другие заключённые, он регулярно принимал посетителей. За время заключения Гитлер надиктовал (сначала секретарю Эмилю Морису, а затем Гессу) свою книгу «Моя борьба».
С октября 1932 года по август 1957 года капелланом тюрьмы служил  католический священник Карл Моргеншвейс.
После победы союзников во Второй мировой войне в Ландсбергской тюрьме, переименованной в Тюрьму для военных преступников № 1 и находившейся под контролем американских оккупационных властей, содержались признанные виновными в военных преступлениях и преступлениях против человечности нацисты, в частности фигуранты суда по делу медиков, суда над командирами айнзацгрупп и суда над сотрудниками администрации и персонала концлагерей, осужденные к ВМН или к тюремному заключению. В общей сложности количество заключённых превышало полторы тысячи человек. В тюрьме проводились казни, с ноября 1945 года по июнь 1951 года было казнено 284 человека, среди них Освальд Поль, Отто Олендорф, Эрих Науман, Фридрих Гильдебрандт, Август Эйгрубер, профессор Карл Гебхардт, доктор Карл Брандт. В ходе исполнения приговоров по групповым делам, вынесенным американскими военными судами в Дахау, были нередки случаи групповых казней. 
Последние заключённые — четверо участников процесса айнзацгрупп (дело О. Олендорфа и др.) — были освобождены в 1958 году.
Сейчас тюрьма находится в подчинении властей Баварии.